# Torrelavega
Torrelavega település Spanyolországban, Kantábria autonóm közösségben. Torrelavega Polanco, Piélagos, Puente Viesgo, San Felices de Buelna, Los Corrales de Buelna, Cartes, Reocín és Santillana del Mar községekkel határos. Lakosainak száma 51 663 fő (2024).

## Népesség
A település népessége az elmúlt években az alábbi módon változott:
| Lakosok száma | 55 909 | 56 407 | 55 418 | 55 947 | 55 297 | 54 196 | 52 034 | 51 494 | 51 142 | 51 663 |
|               | 2001   | 2004   | 2007   | 2009   | 2012   | 2014   | 2017   | 2019   | 2022   | 2024   |